# NGC 317B
NGC 317B je prečkasta spiralna galaktika u zviježđu Andromedi.

## Vanjske poveznice
- (engl.) SEDS: NGC 317
- (engl.) Hartmut Frommert: Revidirani Novi opći katalog
- (engl.) Izvangalaktička baza podataka NASA-e i IPAC-a
- (engl.) Astronomska baza podataka SIMBAD
- (engl.) VizieR
- DSS-ova slika NGC 317
- (engl.) Auke Slotegraaf: NGC 317 Deep Sky Observer's Companion
- (engl.) NGC 317[neaktivna poveznica] DSO-tražilica
- (engl.) Courtney Seligman: Objekti Novog općeg kataloga: NGC 300 - 349